# Jean Terfve
Jean Léon Alfred Terfve (Luik, 28 januari 1907 - Luik, 17 april 1978) was een Belgisch politicus voor de PCB. Hij was onder meer minister, volksvertegenwoordiger en senator.

## Levensloop
Geboren in een apolitieke katholieke familie van kleine burgerij, promoveerde Terfve in 1929 tot doctor in de rechten aan de Universiteit van Luik. Vervolgens ging hij als stagiair op het kabinet van de Luikse liberale advocaat en politicus Auguste Buisseret werken en vestigde zich als advocaat.
Op dit kabinet kwam Terfve onder invloed van het marxisme en was vanaf dan een links politicus. Na de stakingen van 1932 verdedigde hij arbeiders die vervolgd werden voor hun aandeel in deze stakingen.
In 1933 trad Terfve toe tot de KPB uit bewondering voor Julien Lahaut en onder invloed van Robert Lejour, de toenmalige animator van de Internationale Rode Hulp. Als secretaris en medeoprichter van de Luikse afdeling van het Comité de vigilance des intellectuels antifascistes, kon Terfve belangrijke contacten binnenhalen. Ook zijn activiteiten als vrijmetselaar zorgden voor belangrijke contacten. Hierdoor kon hij vanaf 1939 de KPB mee uit zijn isolement halen.
Nadat de Duitsers in het begin van de Tweede Wereldoorlog België bezet hadden, richtte Terfve in 1940 de ondergrondse krant L'Espoir op.
Nadat de Duitse Nazilegers in 1941 de Sovjet-Unie binnenvielen, werd Terfve in juni 1941 samen met Julien Lahaut opgepakt en in het Fort van Hoei opgesloten. Hij kon echter ontsnappen en ging samen met zijn vrouw in het ondergrondse communistische verzet in de Borinage. In september 1941 sloot hij zich aan bij het Onafhankelijkheidsfront. Vanaf 1942 was hij er verantwoordelijk voor de Henegouwse afdeling. Dit bleef hij tot in 1943 en werd toen verantwoordelijke voor de Waalse afdeling (uitgezonderd Luik). Ook werd hij in het Centraal Comité van de KPB gecoöpteerd en af en toe werkte hij ook voor het secretariaat.
In 1943 werd een groot deel van de ondergrondse politieke en militaire kopstukken van de KPB opgepakt en naar concentratiekampen gevoerd. Hierop werd Terfve door Andor Bereï, de gedelegeerde van het Komintern in België, gevraagd om het bevel van de Partizanenlegers over te nemen. Ook werd hij samen met Edgard Lalmand politiek secretaris van de KPB. Tevens werd hij in februari 1944 secretaris-generaal van het Onafhankelijkheidsfront. 
Na het einde van de oorlog kon Terfve doorgroeien tot de nummer twee van de KPB. Dit leidde ertoe dat hij in februari 1946 minister van Wederopbouw in de Regeringen-Van Acker III en Huysmans werd. In dat jaar werd hij ook tot lid van de Kamer van volksvertegenwoordigers verkozen voor het arrondissement Bergen, een functie die hij behield tot de verkiezingen van 1958. Bij die verkiezingen werd hij niet herkozen. Van 1965 tot 1968 was hij ook nog provinciaal senator.
In december 1954 werden Lalmand en Terfve bij het Congres van Vilvoorde uit het bureau van de KPB gezet wegens de zware nederlagen die de partij leed en het isolement waar de partij weer in terechtgekomen was. In 1957 werd Terfve bij het Congres van Gent opnieuw tot lid van het politiek bureau verkozen en werd hij ondervoorzitter van de KPB tot aan zijn overlijden in 1978.
Inmiddels zette Terfve zich in voor de Waalse zaak. In 1945 woonde hij het Nationaal Waals Congres bij en in 1961 was hij betrokken bij de oprichting van de Mouvement Populaire Wallon. Tevens organiseerde hij in 1963 met zijn militanten de Pétitionnement wallon. Volgens Marc Reynebeau zou hij na 1945, onder druk van de Amerikaanse veiligheidsdiensten, ontslag hebben moeten nemen uit zijn vrijmetselaarsloge.
In de jaren zestig was hij nauw betrokken bij sommige Congolese groepen en personen, voor wie hij bij herhaling als advocaat optrad.

## Politieke loopbaan
- 1946-1958: volksvertegenwoordiger voor het arrondissement Bergen
- 1943-1954: nationaal secretaris van de PCB
- 1946-1947: minister van wederopbouw
- 1965-1968: provinciaal senator voor de provincie Luik.
- 1957-1978: nationaal ondervoorzitter van de PCB.

## Publicaties
- Naar de vernieuwing van België, 1945.
- Le parti communiste et la question wallonne, in: L'Opinion wallonne, 1945.
- Le problème des dommages de guerre, in: Rénovation, 1947.
- Notre politique, in: Communisme, 1949.
- La question royale, in: Communisme, 1950.
- Notre place est dans les syndicats, 1950.
- Le roi de Belgique, le prince, le pape et le Congo, in: Démocratie nouvelle, 1959.
- Congo, terre des missions, in: Démocratie nouvelle, 1960.